# 罗岩乡
罗岩乡，是中华人民共和国湖南省怀化市芷江侗族自治县下辖的一个乡镇级行政单位。

## 行政区划
罗岩乡下辖以下地区：
蒜水村、汪碧山村、田坪村、深坑溪村、龙神村、中心村、步路田村和罗岩村。